# 松本市歴史の里
松本市歴史の里（まつもとしれきしのさと）は、長野県松本市が設置し運営する松本市立博物館の分館。

## 概要
松本市や信州の近代をテーマに、江戸時代後期から大正時代末期までに建てられた5棟の文化財建造物を移築した、屋外博物館である。
1982年（昭和57年）財団法人日本司法博物館が運営する司法博物館として開設された。2002年（平成14年）4月に財団法人が解散。松本市が約4億円で施設を買い取り、運営を引き継いだ。

## 施設
旧松本区裁判所庁舎（旧長野地方裁判所松本支部庁舎）（国の重要文化財）
1908年（明治41年）築造。かつて、松本城二の丸御殿跡にあった。1982年（昭和57年）市民運動により現在地へ移転された。大日本帝国憲法（明治憲法）下で裁判が行われた法廷で唯一現存するもので、検事が座る位置が壇上であることが特徴である。2017年に国の重要文化財に指定された。指定を受け、「全面勝訴」「不当判決」などと書かれた手拭い「びろーん」が発売された。
旧松本少年刑務所独居舎房
1926年（大正15年）築造。1989年（平成2年）まで松本少年刑務所として青少年受刑者及び未決拘禁者を収容するために使用されていた。1994年（平成6年）に移築。
木下尚江生家（武家住宅）
江戸時代後期に築造され武家住宅の形式が残る。作家・社会運動家であった木下尚江の生家で松本市北深志に在った。木下の資料や、著書『火の柱』などが展示されている。1983年（昭和58年）に移築。
工女宿宝来屋（山あいの宿屋）
江戸時代後期に野麦街道沿いの川浦に、旅人宿として建てられた。明治時代から大正時代にかけて、飛騨から諏訪・岡谷の製糸工場に向かう工女たちが宿泊した。『あゝ野麦峠－ある製糸工女哀史』で知られる作家山本茂実の資料も展示している。1983年（昭和58年）に移築。
旧昭和興業製糸場（座繰製糸工場）
大正時代に建てられ、1995年（平成7年）まで使用されていた。動態保存ができるように、設備・機械類も含めて移築され、2020年11月現在ボイラーの故障により実演を中止しています。1996年（平成8年）に移築。
その他付帯施設
展示棟には松本市で少女時代を過ごした川島芳子のゆかりの品を展示する川島芳子記念室がある。川島芳子記念室は川島芳子没後50年にあたる1998年に開設。川島芳子自作の詩を詩集として出版したり、毎年川島芳子の命日の3月25日前後の週末に「川島芳子を偲ぶ会」を開催するなどの活動を行っている。

## アクセス
- 鉄道

アルピコ交通（通称・松本電鉄）上高地線大庭駅より徒歩約15分。
JR東日本 大糸線 島高松駅より徒歩約35分。
- 路線バス

松本市地域連携バス松本島内線・小宮系統（旧タウンスニーカー西コース）で松本駅アルプス口から約20分、浮世絵博物館・歴史の里下車してすぐ。
高速バス 松本インター前または長野道松本から徒歩約30分。